# Proales paguri
Proales paguri är en hjuldjursart som beskrevs av Thane-Fenchel 1966. Proales paguri ingår i släktet Proales och familjen Proalidae. Arten är reproducerande i Sverige. Inga underarter finns listade i Catalogue of Life.